# Rochetaillée-sur-Saône
Rochetaillée-sur-Saône és un municipi francès, situat a la metròpoli de Lió i a la regió de Alvèrnia - Roine-Alps. L'any 2007 tenia 1.299 habitants.

## Demografia

### Població
El 2007 la població de fet de Rochetaillée-sur-Saône era de 1.299 persones. Hi havia 467 famílies de les quals 91 eren unipersonals (29 homes vivint sols i 62 dones vivint soles), 132 parelles sense fills, 194 parelles amb fills i 50 famílies monoparentals amb fills.
La població ha evolucionat segons el següent gràfic:
Habitants censats

### Habitatges
El 2007 hi havia 518 habitatges, 472 eren l'habitatge principal de la família, 9 eren segones residències i 37 estaven desocupats. 349 eren cases i 168 eren apartaments. Dels 472 habitatges principals, 282 estaven ocupats pels seus propietaris, 178 estaven llogats i ocupats pels llogaters i 11 estaven cedits a títol gratuït; 8 tenien una cambra, 29 en tenien dues, 95 en tenien tres, 108 en tenien quatre i 232 en tenien cinc o més. 362 habitatges disposaven pel capbaix d'una plaça de pàrquing. A 212 habitatges hi havia un automòbil i a 217 n'hi havia dos o més.

### Piràmide de població
La piràmide de població per edats i sexe el 2009 era:
| Homes | Edats   | Dones |
| ----- | ------- | ----- |
| 0     | 95 o +  | 0     |
| 0     | 90 a 94 | 0     |
| 8     | 85 a 89 | 16    |
| 0     | 80 a 84 | 4     |
| 4     | 75 a 79 | 4     |
| 8     | 70 a 74 | 4     |
| 28    | 65 a 69 | 20    |
| 32    | 60 a 64 | 24    |
| 20    | 55 a 59 | 44    |
| 36    | 50 a 54 | 24    |
| 28    | 45 a 49 | 28    |
| 40    | 40 a 44 | 40    |
| 48    | 35 a 39 | 60    |
| 36    | 30 a 34 | 40    |
| 60    | 25 a 29 | 64    |
| 24    | 20 a 24 | 32    |
| 32    | 15 a 19 | 36    |
| 56    | 10 a 14 | 48    |
| 68    | 5 a 9   | 44    |
| 48    | 0 a 4   | 40    |

## Economia
El 2007 la població en edat de treballar era de 854 persones, 626 eren actives i 228 eren inactives. De les 626 persones actives 560 estaven ocupades (302 homes i 258 dones) i 67 estaven aturades (21 homes i 46 dones). De les 228 persones inactives 55 estaven jubilades, 97 estaven estudiant i 76 estaven classificades com a «altres inactius».

### Ingressos
El 2009 a Rochetaillée-sur-Saône hi havia 537 unitats fiscals que integraven 1.506 persones, la mediana anual d'ingressos fiscals per persona era de 22.063 €.

### Activitats econòmiques
Dels 72 establiments que hi havia el 2007, 13 eren d'empreses de construcció, 15 d'empreses de comerç i reparació d'automòbils, 3 d'empreses de transport, 7 d'empreses d'hostatgeria i restauració, 3 d'empreses d'informació i comunicació, 8 d'empreses financeres, 3 d'empreses immobiliàries, 14 d'empreses de serveis, 2 d'entitats de l'administració pública i 4 d'empreses classificades com a «altres activitats de serveis».
Dels 22 establiments de servei als particulars que hi havia el 2009, 2 eren paletes, 4 guixaires pintors, 2 fusteries, 2 lampisteries, 3 electricistes, 2 agències de treball temporal, 6 restaurants i 1 agència immobiliària.
Dels 6 establiments comercials que hi havia el 2009, 1 era un supermercat, 1 una botiga de roba, 3 botigues d'equipament de la llar i 1 una botiga de mobles.

## Equipaments sanitaris i escolars
El 2009 hi havia una escola elemental.

## Poblacions més properes
El següent diagrama mostra les poblacions més properes.